# Ahi serva Italia, di dolore ostello

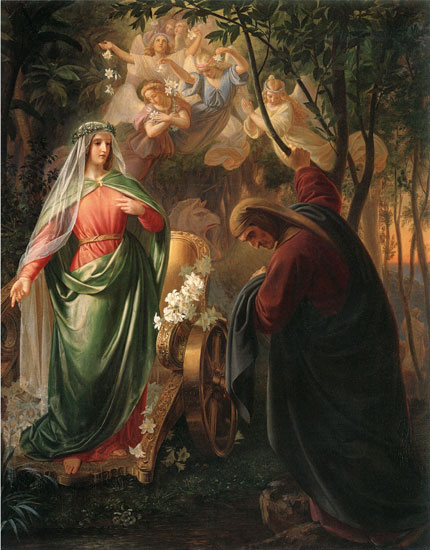
La donna tricolore metafora dell'Italia, vestita di bianco, rosso e verde, nell'opera di Carl Oesterley ispirata alla Divina Commedia (1845)

Ahi serva Italia, di dolore ostello è il verso iniziale di una celebre invettiva di Dante Alighieri presente nel VI canto del Purgatorio della Divina Commedia: introduce la sua amara riflessione sulla condizione politica dell'Italia, alla vista dei poeti Virgilio e Sordello che si abbracciano dopo aver saputo di essere due compatrioti mantovani. Essa prosegue:
(Purgatorio, canto VI, vv. 76-78)
La parafrasi è: «Povera Italia ridotta in schiavitù, dimora di sofferenza, nave alla deriva nel pieno della tempesta, non più signora dei popoli, ma prostituta!».

## L'invettiva
Quell'abbraccio fraterno tra Virgilio e Sordello, che si svolge nell'anti-Purgatorio dove si trovano le anime dei defunti di morte violenta, spinge Dante a deprecare le discordie di cui è preda l'Italia: «ora in te non stanno sanza guerra / li vivi tuoi, e l'un l'altro si rode / di quei ch'un muro e una fossa serra». Si tratta di una lunga invettiva di carattere politico che comincia appunto colle parole Ahi serva Italia alla metà del canto VI, e prosegue fino al termine di questo.

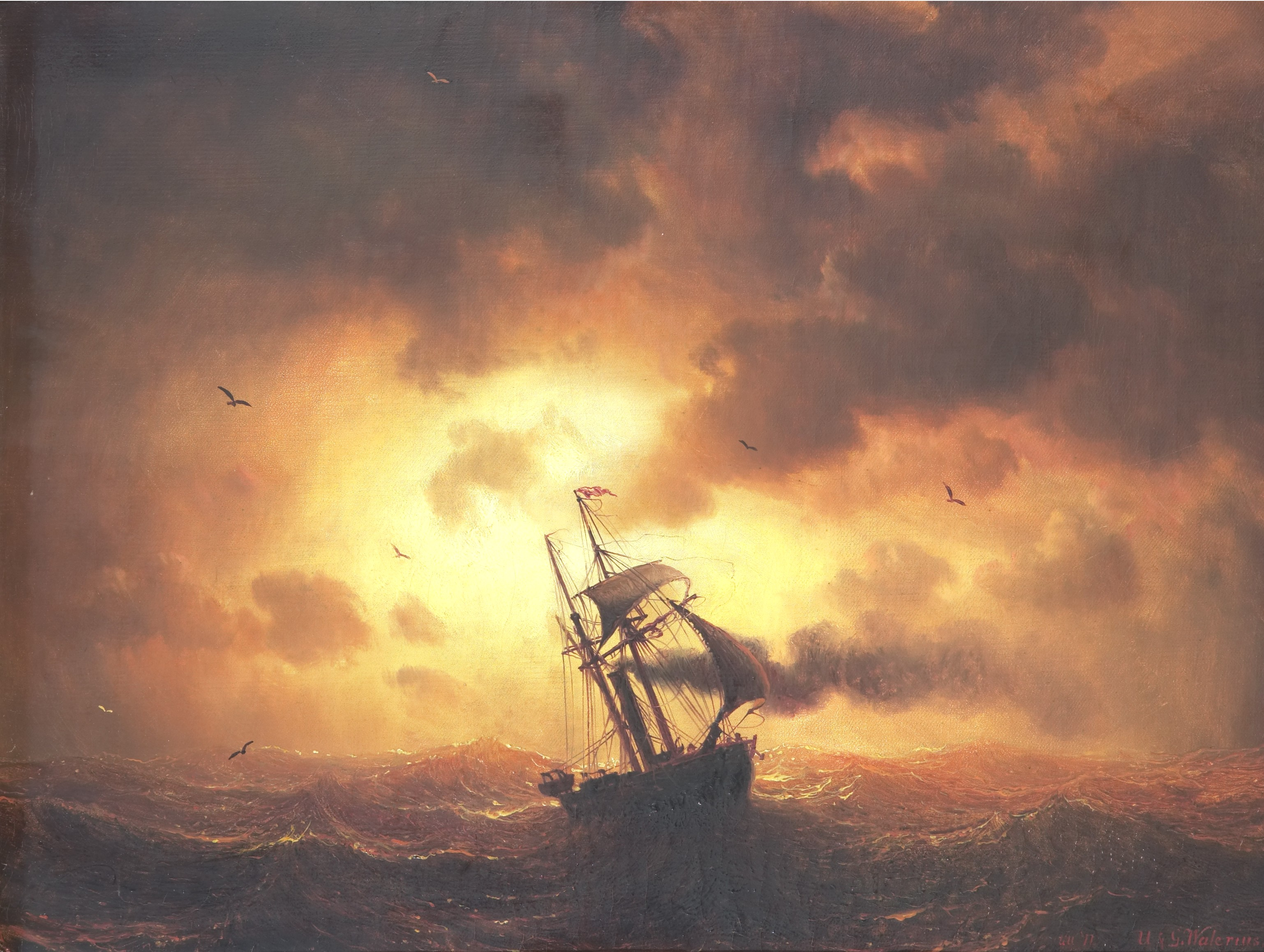
Nave nella tempesta, dipinto di Marcus Larson (1857)

Il tema del VI canto di ognuna delle tre cantiche della Divina Commedia, Inferno, Purgatorio e Paradiso, è infatti quello politico: se nell'Inferno Dante aveva trattato le vicende politiche di Firenze, nel Purgatorio estende la propria requisitoria all'Italia nel suo complesso. Egli la paragona ad una nave senza timoniere (come già aveva fatto nel De monarchia o nelle Epistole) e poco dopo ad un cavallo privo di cavaliere (come nel Convivio).
Un tempo dominatrice delle province dell'Impero romano, l'Italia è divenuta un «bordello». Non essendoci nessuno che faccia rispettare la legge, essa si trova in balìa dei particolarismi e di scontri intestini.
Tale decadenza è dovuta per Dante alla crisi delle due principali istituzioni di allora, la Chiesa cattolica, custode del potere spirituale, ed il Sacro Romano Impero, detentore di quello terreno: egli denuncia che la prima si era corrotta facendosi prendere da interessi sempre più mondani, mentre il secondo, cioè l'Imperatore tedesco d'Asburgo, aveva ormai perso il controllo dell'Italia, «giardino dell'Impero», rivolgendo tutta l'attenzione alle proprie contese in Germania. Egli lo invita a tornare e a constatare, città per città, la devastazione causata dalle lotte civili: «Vieni a veder la tua Roma che piagne / vedova e sola, e dì e notte chiama: / "Cesare mio, perché non m'accompagne?"».
Dante se la prende persino con Cristo, chiamandolo significativamente Giove, in quanto pianeta principe degli astri secondo l'astrologia occidentale, insinuando un Suo disinteresse per l'Italia: «E se licito m'è, o sommo Giove / che fosti in terra per noi crucifisso, / son li giusti occhi tuoi rivolti altrove?», salvo poi domandarsi se in questi mali l'Onnipotente nasconda il seme di un bene futuro ancora per lui incomprensibile.

## Fortuna letteraria

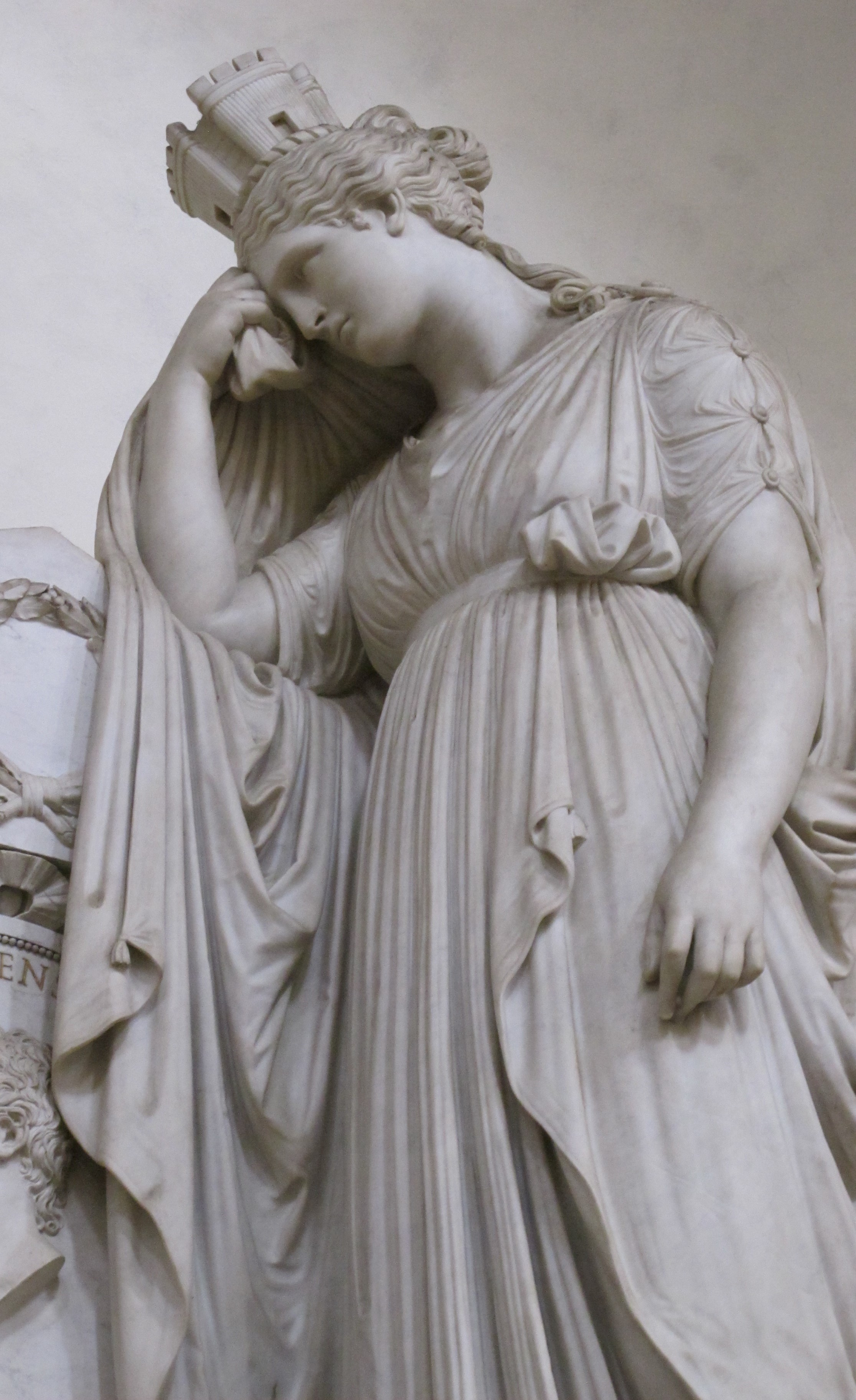
L'Italia turrita in lacrime

Dante con i suoi versi inaugurò la tradizione delle liriche civili italiane, ispirate cioè a tematiche politiche e patriottiche, di cui saranno esempi le canzoni Italia mia e Spirto gentil del Canzoniere di Francesco Petrarca, o le poesie All'Italia e Sopra il monumento di Dante di Giacomo Leopardi, che in maniera analoga scriverà:
le genti a vincer nata
 
e nella fausta sorte e nella ria.»
(Giacomo Leopardi, All'Italia, versi 18-20)
Anche sul piano politico, nell'invettiva del sesto canto del Purgatorio si vedrà profetizzato il destino futuro dell'Italia, fatto di discordie e sottomissione allo straniero, soprattutto durante il Cinquecento, e poi nel Risorgimento. A Dante fu attribuito così il ruolo di capostipite del sentimento nazionale italiano, di portavoce della necessità di un riscatto della Patria, al punto che secondo Giuseppe Antonio Borgese
«l'Italia non fu fatta da re o capitani; essa fu la creatura di un poeta: Dante. [...] Non è un'esagerazione dire che egli fu per il popolo italiano quello che Mosè fu per Israele».
Al motivo del compianto dell'antica grandezza perduta si uniranno infatti, per generazioni, la deprecazione per le continue divisioni interne del «Bel paese», sfruttate dagli stranieri a proprio vantaggio per intervenire nella penisola, e quindi quella di una sua sostanziale ingovernabilità, già lamentata per la prima volta da Dante nel Duecento.